# Athyrium chungtienense
Athyrium chungtienense là một loài thực vật có mạch trong họ Woodsiaceae. Loài này được Ching miêu tả khoa học đầu tiên năm 1949.